# In Which Addison Has a Very Casual Get Together
In Which Addison Has a Very Casual Get Together é o quarto episódio da primeira temporada da série de televisão americana Private Practice, spin-off de Grey's Anatomy. Estreou na Rede ABC nos Estados Unidos em 17 de outubro de 2007.

## Sinopse
Addison convida seus colegas de trabalho para uma reuniãozinha em casa, mas nenhum deles confirma presença. A mulher do ex-namorado de Violet visita a clínica para realizar um tratamento médico, deixando Violet nem um pouco contente com isso. Cooper aconselha um jovem paciente que está sofrendo de amor e Sam vai a um talk show promover seu livro de auto-ajuda.

## Músicas
- How We Do This – The Brand New Heavies
- Sunchild – Thief
- There’s Joy To Be Found – The Thrills

## Produção
| Jenna Bans           | Produtor              |
| Betsy Beers          | Produtor executivo    |
| Mark Gordon          | Produtor executivo    |
| Ann Kindberg         | Produtor              |
| Andrea Newman        | Produtor co-executivo |
| Marti Noxon          | Produtor executivo    |
| Michael Ostrowski    | Produtor supervisor   |
| Shonda Rhimes        | Produtor executivo    |
| Lauren Schmidt       | Co-produtor           |
| Mark Tinker          | Produtor executivo    |
| Hans van Doornewaard | Produtor associado    |
| Chris Van Dusen      | Produtor associado    |

## A série
Private Practice é um drama médico que estreou em 26 de setembro de 2007 na Rede ABC. Spin-off de Grey's Anatomy, a série narra a vida da Dra. Addison Montgomery, interpretada por Kate Walsh, quando ela deixa o Seattle Grace Hospital, a fim de participar de um consultório particular em Los Angeles. A série foi criada por Shonda Rhimes, que também serve como produtora executiva ao lado de Betsy Beers, Mark Gordon, Mark Tinker, Jon Cowan e Robert Rovner.